# Садыбное (Николаевская область)
Садыбное (укр. Садибне) — посёлок в Первомайском районе Николаевской области Украины.
Население по переписи 2001 года составляло 115 человек. Почтовый индекс — 55275. Телефонный код — 5161.

## История
В 1945 г. Указом ПВС УССР поселок Гамильтон переименован в Садыбное.

## Местный совет
55274, Николаевская обл., Первомайский р-н, с. Степковка, ул. Юбилейная, 3